# Mauritiella
Mauritiella — рід квіткових рослин родини пальмових (Arecaceae). Поширений в Південній Америці. Включає чотири види.

## Поширення
Росте по всій північній половині Південної Америки в горах, уздовж річок і водотоків, у тропічних лісах і в чистій або відкритій савані.

## Опис
Ці пальми досягають 7,5 — 18 м заввишки. Стовбури згруповані і озброєні невеликими колючками і ходульними корінцями біля основи. Листя завдовжки до одного метра, пальчасте з коротким ребром, що лежить на довгому черешку, і розділене на численні глибокі сегменти; листя молодих дерев сплощені і значно менше розділене. Листя від яскраво- до насичено-зеленого кольору, але сріблясте і сизувате в абаксіальній частині.
Суцвіття зазвичай поодиноке, народжується серед листя, з чоловічими та жіночими квітками на окремих рослинах. Плід округлий, покритий червоно-коричневою лускою з товстим м'ясистим мезокарпом. Одиночне насіння кулясте або довгасте.

## Види
- Mauritiella aculeata (Kunth) Burret — Венесуела, південний схід Колумбії, північний захід Бразилії;
- Mauritiella armata (Mart.) Burret — Бразилія, Болівія, Перу, Еквадор, Колумбія, Венесуела, Гаяна, Суринам;
- Mauritiella macroclada (Burret) Burret — захід Еквадору, захід Колумбії;
- Mauritiella pumila (Wallace) Burret — південно-західна Венесуела, південно-східна Колумбія.